# Campeonato Mundial de Voo de Esqui de 2012
O Campeonato Mundial de Voo de Esqui de 2012 (FIS Ski-Flying World Championships 2012) foi a vigésima segunda edição da competição, um evento anual de voo de esqui organizado pela Federação Internacional de Esqui (em francês:  Fédération Internationale de Ski) onde os esquiadores competem pelo título de campeão mundial. A competição foi disputada entre os dias 21 e 26 de fevereiro, na cidade de Vikersund, Noruega.

## Medalhistas
| Evento              | Ouro                                                                                | Prata                                                                           | Bronze                                                                   |
| Individual detalhes | Robert Kranjec · Eslovénia                                                          | Rune Velta · Noruega                                                            | Martin Koch · Áustria                                                    |
| Equipes detalhes    | Martin Koch · Gregor Schlierenzauer · Andreas Kofler · Thomas Morgenstern · Áustria | Severin Freund · Maximilian Mechler · Richard Freitag · Andreas Wank · Alemanha | Robert Kranjec · Jure Šinkovec · Jurij Tepeš · Jernej Damjan · Eslovénia |

## Quadro de medalhas
| Ordem | País      | Medalha de ouro | Medalha de prata | Medalha de bronze |   |
| ----- | --------- | --------------- | ---------------- | ----------------- | - |
| 1     | Áustria   | 1               |                  | 1                 | 2 |
| 1     | Eslovénia | 1               |                  | 1                 | 2 |
| 3     | Alemanha  |                 | 1                |                   | 1 |
| 3     | Noruega   |                 | 1                |                   | 1 |
| TOTAL | TOTAL     | 2               | 2                | 2                 | 6 |